# 패스파인더 (2007년 영화)
패스파인더(Pathfinder)는 2007년 개봉한 미국의 서사 액션 영화이다.

## 줄거리
바이킹 시대, 북미에 도착한 바이킹 원정대는 토착민들을 정복하려다 오히려 몰살당한다. 유일하게 살아남은 바이킹 족장의 아들은 토착민 여성에게 입양되어 '고스트'라는 이름으로 부족 사회에서 자란다. 그는 부족민으로 인정받지만 전사로서의 지위를 얻지 못하고, 옆 부족의 족장 딸인 스타파이어와 사랑에 빠진다. 그의 유일한 유품은 아버지의 칼이다.
어느 날, 새로운 바이킹 무리가 나타나 고스트의 마을을 파괴하고 주민들을 학살한다. 고스트는 아버지의 칼을 들고 바이킹 리더 구나르에 맞서 싸우고 그의 부관 울파르를 제압한 후 탈출한다. 바이킹에게 쫓기던 고스트는 옆 부족으로 피신하고, 스타파이어와 그녀의 아버지인 족장의 보살핌을 받는다. 고스트는 마을 사람들에게 피신을 권하고 홀로 바이킹에 맞서 싸우기로 결심한다. 그를 따르는 벙어리 제스터와 스타파이어가 함께한다. 그들은 바이킹들을 차례로 물리치며 무기를 모으고, 스타파이어의 아버지인 족장도 합류한다. 격렬한 전투 끝에 제스터와 족장은 잔인하게 살해당하고, 고스트와 스타파이어는 포로로 잡힌다. 바이킹들은 고스트에게 다른 부족의 위치를 알려주지 않으면 스타파이어를 고문하겠다고 협박한다.
고스트는 의도적으로 바이킹들을 위험한 산길로 이끈다. 그 과정에서 바이킹 한 명이 추락사하고, 고스트는 서로를 묶어 안전을 확보하자고 제안한다. 마을이 보이는 산 정상에 다다랐을 때, 고스트는 스타파이어에게 자신을 때리라고 시킨다. 이를 본 구나르는 자신이 강하다는 것을 증명하기 위해 스타파이어를 폭행하려 한다. 그 순간, 고스트는 새총으로 돌을 던져 바이킹 한 명을 넘어뜨리고, 다른 바이킹들도 절벽 아래로 떨어진다. 구나르는 고스트를 죽이려 하지만 고스트에게 밀려 절벽으로 떨어지고, 간신히 매달린다. 구나르는 살아남기 위해 부관 울파르를 희생시키지만 결국 고스트에게 치명상을 입고 추락사한다.
고스트는 족장의 목걸이를 가지고 스타파이어에게 돌아와 그녀를 새로운 족장으로 만든다. 마침내 부족의 일원으로 인정받고 존경받게 된 고스트는 해안을 지키며 바이킹의 재침입을 감시하는 역할을 맡는다.

## 캐스팅
- 칼 어번 - Ghost
- 문 블러드굿 - Starfire
- 클랜시 브라운 - Gunnar
- 랄프 묄러 - Ulfar
- 러셀 민스 - Pathfinder
- 너새니얼 아캔드 - Wind In Tree

## 같이 보기
- 패스파인더 (1987년 영화)